# 厄奇巴赫河
46°29′50″N 7°40′22″E / 46.49734°N 7.67278°E

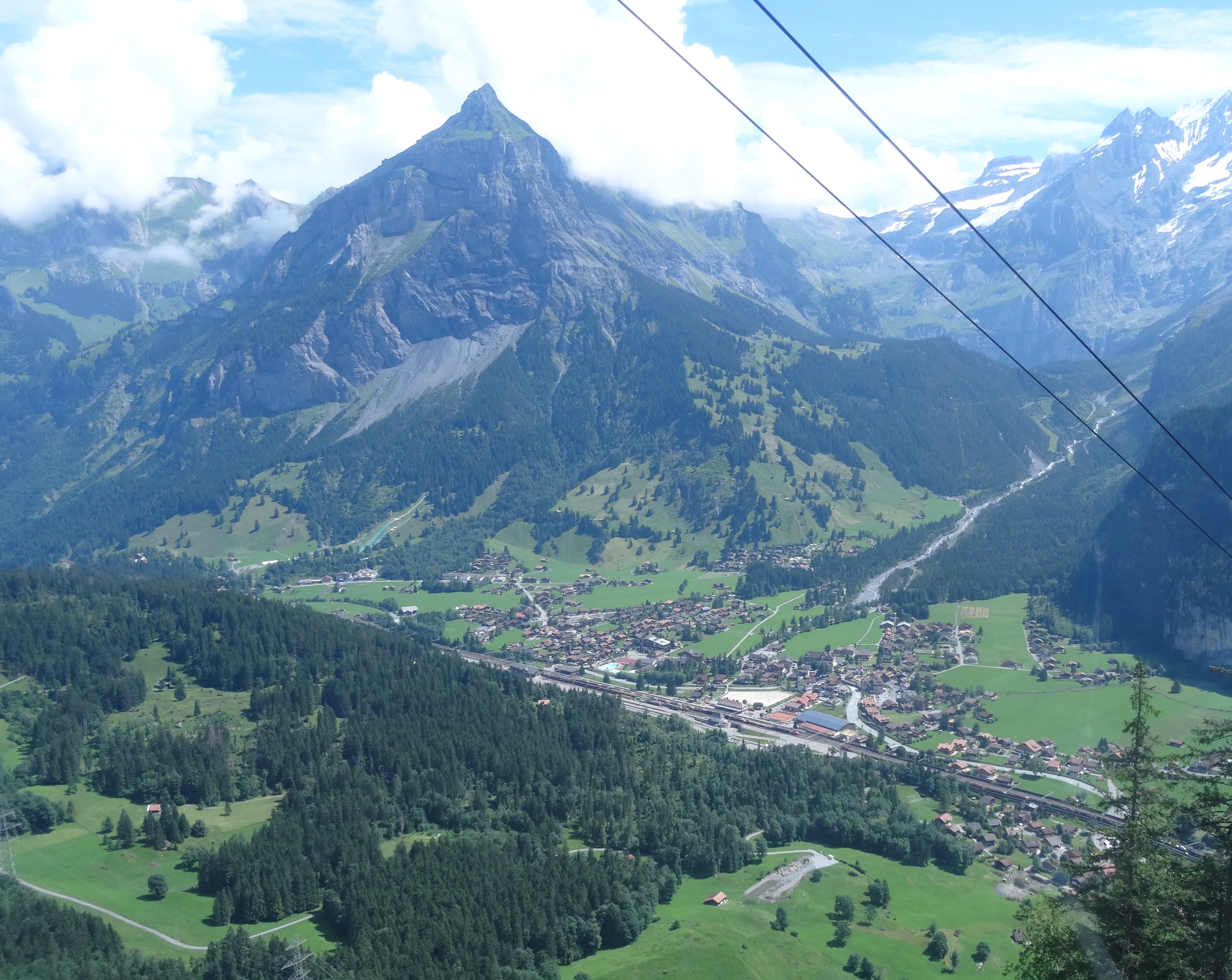

厄奇巴赫河是瑞士的河流，位於該國中西部，流經伯恩州，屬於坎德河的支流，河道全長6.7公里，流域面積30.7平方公里。